# Fríkirkjan í Reykjavík
Fríkirkjan í Reykjavík – kościół luterański w Islandii, będący niezależny od islandzkiego Kościoła Narodowego. Znajduje się w stolicy kraju Reykjavíku. Założony w 1899 roku z liczbą członków ok. 600, rozrósł się do 5132 wiernych w roku 2000 i 9874 wiernych w roku 2019.
Gmach kościoła nad jeziorem Tjörnin był kilkakrotnie przebudowywany, aż do obecnego wyglądu z 1940 roku.